# Сен-Кристоф-ле-Жажоле
Сен-Кристо́ф-ле-Жажоле́, Сен-Крістоф-ле-Жажоле (фр. Saint-Christophe-le-Jajolet) — колишній муніципалітет у Франції, у регіоні Нормандія, департамент Орн. Населення — 245 осіб (2011).
Муніципалітет був розташований на відстані близько 175 км на захід від Парижа, 65 км на південний схід від Кана, 27 км на північ від Алансона.

## Історія
До 2015 року муніципалітет перебував у складі регіону Нижня Нормандія. Від 1 січня 2016 року належав до нового об'єднаного регіону Нормандія.
1 січня 2015 року Сен-Кристоф-ле-Жажоле, Марсе, Сен-Луає-де-Шам i Вриньї було об'єднано в новий муніципалітет Буашампре.

## Демографія
Динаміка населення (EHESS і INSEE ):
Розподіл населення за віком та статтю (2006):
| Стать | Всього | До 15 років | 15-24 | 25-44 | 45-64 | 65-85 | Понад 85 |
| --- | ------ | ----------- | ----- | ----- | ----- | ----- | -------- |
| Чоловіки | 132    | 24          | 28    | 20    | 52    | 4     | 4        |
| Жінки | 116    | 32          | 12    | 24    | 36    | 12    | 0        |
| \| Статево-вікова піраміда \| Статево-вікова піраміда \| Статево-вікова піраміда \| \| ----------------------- \| ----------------------- \| ----------------------- \| \| Чоловіки \| Вік \| Жінки \| \| 4 \| 85 + \| 0 \| \| 4 \| 80-84 \| 4 \| \| 0 \| 75-79 \| 4 \| \| 0 \| 70-74 \| 0 \| \| 0 \| 65-69 \| 4 \| \| 0 \| 60-64 \| 0 \| \| 4 \| 55-59 \| 0 \| \| 16 \| 50-54 \| 12 \| \| 32 \| 45-49 \| 24 \| \| 0 \| 40-44 \| 8 \| \| 12 \| 35-39 \| 0 \| \| 0 \| 30-34 \| 12 \| \| 8 \| 25-29 \| 4 \| \| 8 \| 20-24 \| 8 \| \| 20 \| 15-20 \| 4 \| \| 4 \| 10-14 \| 8 \| \| 16 \| 5-9 \| 16 \| \| 4 \| 0-4 \| 8 \| |        |             |       |       |       |       |          |
| Статево-вікова піраміда |        |             |       |       |       |       |          |
| Чоловіки | Вік    | Жінки       |       |       |       |       |          |
| 4 | 85 +   | 0           |       |       |       |       |          |
| 4 | 80-84  | 4           |       |       |       |       |          |
| 0 | 75-79  | 4           |       |       |       |       |          |
| 0 | 70-74  | 0           |       |       |       |       |          |
| 0 | 65-69  | 4           |       |       |       |       |          |
| 0 | 60-64  | 0           |       |       |       |       |          |
| 4 | 55-59  | 0           |       |       |       |       |          |
| 16 | 50-54  | 12          |       |       |       |       |          |
| 32 | 45-49  | 24          |       |       |       |       |          |
| 0 | 40-44  | 8           |       |       |       |       |          |
| 12 | 35-39  | 0           |       |       |       |       |          |
| 0 | 30-34  | 12          |       |       |       |       |          |
| 8 | 25-29  | 4           |       |       |       |       |          |
| 8 | 20-24  | 8           |       |       |       |       |          |
| 20 | 15-20  | 4           |       |       |       |       |          |
| 4 | 10-14  | 8           |       |       |       |       |          |
| 16 | 5-9    | 16          |       |       |       |       |          |
| 4 | 0-4    | 8           |       |       |       |       |          |

## Економіка
2010 року серед 166 осіб працездатного віку (15—64 років) 123 були активними, 43 — неактивними (показник активності 74,1%, у 1999 році було 68,9%). З 123 активних мешканців працювало 114 осіб (63 чоловіки та 51 жінка), безробітними було 9 (7 чоловіків та 2 жінки). Серед 43 неактивних 22 особи були учнями чи студентами, 13 — пенсіонерами, 8 були неактивними з інших причин.

У 2010 році в муніципалітеті числилось 95 оподаткованих домогосподарств, у яких проживали 256,5 особи, медіана доходів виносила 18 048 євро на одного особоспоживача